# Rezoluce (logika)
Rezoluce je v logice metoda automatického dokazování tvrzení zavedená Alanem Robinsonem v roce 1965.
Pro výrokovou logiku má tvar
{\displaystyle \displaystyle {\frac {(p\lor A)\land (\neg p\lor B)}{A\lor B}}}, kde {\displaystyle A} a {\displaystyle B} jsou disjunkce literálů. {\displaystyle A\lor B} se nazývá resolventou.
V predikátové logice má rezoluce podobu
{\displaystyle \displaystyle {\frac {(p\lor A)\land (\neg q\lor B)}{(A\lor B)\sigma }}}, kde {\displaystyle \sigma } je substituce unifikující {\displaystyle p} a {\displaystyle q}. V obecnosti je možné a obecně nutné vybrat a unifikovat víc pozitivních literálů v jedné a víc negovaných literálů ve druhé klauzuli.
Rezoluce je korektní odvozovací pravidlo a může být použito pro libovolné formule A a B ve výrokové i predikátové logice. Při dokazování a problému splnitelnosti (SAT) se obecné formule převedou na klauzule a pak stačí rezoluce jako jediné odvozovací pravidlo.
Resolventa není ekvivalentní původní konjunkci klauzulí, ale platí {\displaystyle C_{1}\land C_{2}\rightarrow R}, a proto pokud je resolventa nesplnitelná, je nesplnitelná i původní konjunkce klauzulí.
Rezoluce tedy dokazuje tvrzení sporem. Chceme-li dokázat {\displaystyle p}, přidáme do množiny formulí {\displaystyle \neg p}. Pokud rezoluce dojde ke sporu (tj. k prázdné klauzuli, jinými slovy ke klauzuli s prázdnou množinou literálů), je uvažovaná množina formulí nesplnitelná a podle Herbrandovy věty tím je tvrzení dokázáno.
V logice s rovností se k rezoluci přidává odvozovací pravidlo paramodulace.
Na principu rezoluce jsou založeny logické programovací jazyky, například Prolog, který používá SLD rezoluci a Hornovy klauzule.